# Epyrinae
Epyrinae (лат.) — подсемейство мелких ос-бетилид. Крылья с сильно редуцированным жилкованием. Паразитоиды личинок жуков и бабочек. Космополитная группа.

## Описание
Мелкие осы-бетилиды, встречаются макроптерные, микротптерные и брахиптерные формы. Жгутик усика из 11 члеников(из 10 у Xenepyris). Формула щупиков 6:3. Крылья с сильно редуцированным жилкованием. Переднее крыло с отсутствующей жилкой Rs + M; заднеспинка не развита медиально и не перекрывает мезоскутеллюм сзади; II сегмент метасомы длинный; метапектально-проподеальный комплекс не вдавлен медиально, без задних шипиков; тело не сильно ямчатое; мезоплеврон с трансэпистернальной линией; переднее крыло крупнокрылых форм с передней широкой прямой костальной жилкой; затылочный киль развит. Паразитоиды личинок жуков и бабочек.

## Классификация
Включает 13 родов, 930 видов. Ранее в состав Epyrinae в широком объёме включали трибы Cephalonomiini и Sclerodermini (выделенные в подсемейство Scleroderminae). 
Род †Elektroepyris Perrichot & Nel, 2008 в 2020 году был выделен из Epyrinae в отдельное подсемейство †Elektroepyrinae Colombo et al., 2020.
- Epyrini
  - Anisepyris Kieffer, 1905 (около 250 видов)[7][8]
    - = Procalyoza Kieffer, 1905, Trichotepyris Kieffer, 1906,

  - Aspidepyris Evans, 1964 (20 видов)
  - Bakeriella Kieffer, 1910 (30 видов)
  - Calyozina Enderlein, 1912 (3 вида)
  - Chlorepyris Kieffer, 1913 (65 видов)[1][9]
    - †Chlorepyris concaptus (Brues, 1933) (= Epyris concaptus)
    - †Chlorepyris deploegi Colombo & Azevedo, 2021[9]
    - †Chlorepyris engeli Colombo & Azevedo, 2021
    - †Chlorepyris hopei Colombo & Azevedo, 2021
    - †Chlorepyris invelatus (Brues, 1933) (= Epyris invelatus)
    - †Chlorepyris jouaulti Colombo & Azevedo, 2021
    - †Chlorepyris mckellari Colombo & Azevedo, 2021
    - †Chlorepyris meunieri Colombo & Azevedo, 2021
    - †Chlorepyris neli Colombo & Azevedo, 2021
    - †Chlorepyris perrichoti Colombo & Azevedo, 2021[9]
    - †Chlorepyris setosus (Brues, 1933) (= Epyris setosus)

  - Disepyris Kieffer, 1905 (около 15 видов)
  - Epyris Westwoood, 1832 (около 330 видов)[1][10]
    - = Isobrachium Förster, Leptepyris Kieffer, 1914, Melanepyris Kieffer, 1913, Neodisepyris Kurian, 1955, Trissepyris Kieffer, 1905
    - = Rhabdepyris Kieffer, 1904 (110 видов)[11][12]

  - Formosiepyris Terayama, 2004
  - †Gloxinius Colombo & Azevedo, 2021[9]
    - †Gloxinius bifossatus (Brues, 1939) (= Epyris bifossatus)

  - Holepyris Kieffer, 1905 (около 130 видов)[1]
    - †Holepyris rasnitsyni Colombo & Azevedo, 2021[9]
    - †Holepyris terayamai Colombo & Azevedo, 2021

  - Laelius Ashmead, 1893 (более 60 видов)[1][13][14][15]
    - = Prolaelius Kieffer, 1905, Allepyris Kieffer, 1905

  - Trachepyris Kieffer, 1905 (15 видов)
    - = Acanthepyris Kieffer 1912, Planepyris Kieffer, 1905, Pristobethylus Kieffer 1906

  - Xenepyris Kieffer, 1913 (2 вида)